# Faliczky Jánosné
Faliczky Jánosné (Gaszner Franciska; ? – Váradolaszi, 1855. március 19.) írónő, az első magyar színműírónő.
Faliczky János neje volt, leánykori neve: Gaszner Franciska. Rajongott a színészetért. Néb Mária színésznővel együtt Velleda a bölcs asszony címen színművet irt. Az ikrek, nagy szomorujáték 5 szakaszban című darabját 1835. június 17-én és július 7-én adták Nagyváradon, december 5-én Budán és december 14-én Debrecenben. A Honművész szerint (1835. 54. sz.) ez már a harmadik színműve volt. Fordítása: Nyugot-indiai Londonban, vígjáték öt felvonásban.